# Ribérac
 Ribérac  (en occitano Rabairac) es una población y comuna francesa, situada en la región de Aquitania, departamento de Dordoña, en el distrito de Périgueux y cantón de Ribérac.

## Demografía
| 3725 | 3787 | 3984 | 3832 | 4118 | 4000 |
| Para los censos de 1962 a 1999 la población legal corresponde a la población sin duplicidades (Fuente: INSEE [Consultar]) |      |      |      |      |      |

## Personas relacionadas
- Arnaut Daniel, trobador.